# 斯特拉斯堡死难者纪念碑
斯特拉斯堡死难者纪念碑（法語：Monument aux morts de Strasbourg）位于阿尔萨斯首府斯特拉斯堡的共和国广场，建于1936年，用以纪念第一次世界大战的伤亡者。 

## 历史
1936年10月18日，法国总统阿尔贝·勒布伦为纪念碑揭幕. 
雕塑表现一位母亲（象征斯特拉斯堡市）的膝盖上有两个垂死的孩子，一个是德国，一个是法国，他们战斗到死，最后终于将手握到了一起。 
雕塑的作者是Léon-Ernest Drivier。